# Shoshana Sharabi
Shoshana Sharabi est une escrimeuse handisport israélienne, double championne paralympique du fleuret.

## Biographie
Shoshana Sharabi est laissée handicapée par la poliomyélite, qu'elle a contracté enfant. Âgée de seulement dix-sept ans, elle remporte la médaille d'or aux Jeux de Tel Aviv en 1968, mettant fin à la domination italienne des deux premières éditions sur le fleuret féminin. Elle passe de peu à côté d'un doublé aux Jeux de 1972 à Heidelberg, en gagnant l'argent en individuel. Elle se rattrape avec l'or par équipes.

## Palmarès
- Jeux paralympiques
  -  Médaille d'or aux Jeux paralympiques de 1968 à Tel Aviv
  -  Médaille d'or par équipes aux Jeux paralympiques de 1972 à Heidelberg
  -  Médaille d'argent aux Jeux paralympiques d'été de 1972 à Heidelberg